# Poolampatti
Poolampatti é uma panchayat (vila) no distrito de Salem, no estado indiano de Tamil Nadu.

## Demografia
Segundo o censo de 2001,  Poolampatti  tinha uma população de 9000 habitantes. Os indivíduos do sexo masculino constituem 52% da população e os do sexo feminino 48%. Poolampatti tem uma taxa de literacia de 56%, inferior à média nacional de 59.5%: a literacia no sexo masculino é de 66% e no sexo feminino é de 45%. Em Poolampatti, 10% da população está abaixo dos 6 anos de idade.